# Diócesis de Bradford

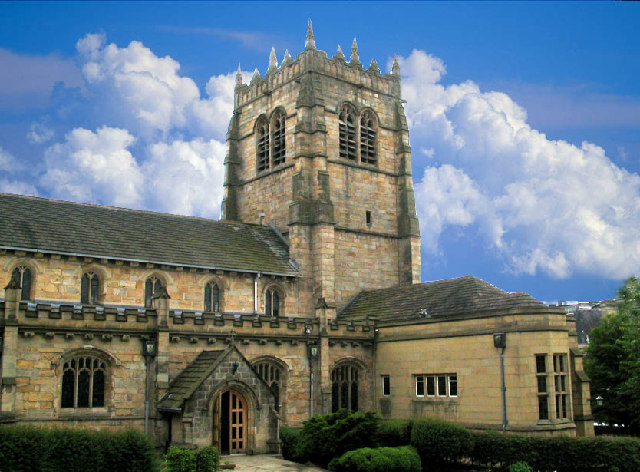
Iglesia Catedral de San Pedro, Bradford

La diócesis de Bradford es una diócesis de la Iglesia de Inglaterra dentro de la provincia de York. Cubre el área de la ciudad de Bradford, el distrito de Craven y el antiguo distrito rural de Sedbergh ahora en Cumbria. El asiento de la sede episcopal es la Catedral de Bradford y el obispo es el obispo de Bradford. La diócesis de Ripon fundó esta sede el 25 de noviembre de 1919. La iglesia de Saint Peter fue elevada al estatus de catedral en 1919.